# Lista de deputados estaduais do Ceará da 11.ª legislatura
Essa é uma lista de deputados estaduais do Ceará eleitos para o período 1951-1955. Foram eleitos 45 deputados.

## Composição das bancadas
| Partido | Líder                    | Bancada | Posição      |
| ------- | ------------------------ | ------- | ------------ |
| UDN     | Quintílio Teixeira       | 21 / 45 | Oposição     |
| PSD     | Eliézer Magalhães        | 16 / 45 | Governo      |
| PSP     | Álvaro Lins Cavalcante   | 5 / 45  | Governo      |
| PR      | Antônio Conserva Feitosa | 2 / 45  | Governo      |
| PTB     | José Firmo de Aguiar     | 1 / 45  | Independente |

## Deputados estaduais
| Número | Deputados estaduais eleitos           | Partido | Votação | Percentual | Cidade onde nasceu   | Unidade federativa  |
| 22994  | Abelardo Gurgel Costa Lima            | UDN     | 4.914   |            | Aracati              | Ceará               |
| 22277  | Ademar do Nascimento Fernandes Távora | UDN     | 3.935   |            | Jaguaribe            | Ceará               |
| 41733  | Almir dos Santos Pinto                | PSD     | 5.847   |            | Lavras da Mangabeira | Ceará               |
| 46468  | Álvaro Lins Cavalcanti                | PSP     | 4.946   |            | Pedra Branca         | Ceará               |
| 20850  | Antônio Conserva Feitosa              | PR      | 4.771   |            | Triunfo              | Pernambuco          |
| 46833  | Antônio Carvalho Rocha                | PSP     | 4.396   |            | Granja               | Ceará               |
| 22214  | Antônio Gomes de Freitas              | UDN     | 4.678   |            | Tauá                 | Ceará               |
| 41908  | Antônio José Gentil                   | PSD     | 4.518   |            | Fortaleza            | Ceará               |
| 22478  | Antônio Perilo de Souza Teixeira      | UDN     | 5.407   |            | Itapipoca            | Ceará               |
| 22587  | Augusto Tavares de Sá Benevides       | UDN     | 4.000   |            | Mombaça              | Ceará               |
| 22572  | Edson da Mota Corrêa                  | UDN     | 4.314   |            | Caucaia              | Ceará               |
| 22164  | Edival de Melo Távora                 | UDN     | 5.764   |            | Iguatu               | Ceará               |
| 46158  | Eliezer Forte Magalhães               | PSP     | 5.707   |            | Quixadá              | Ceará               |
| 22327  | Filemon Fernandes Teles               | UDN     | 5.287   |            | Crato                | Ceará               |
| 41372  | Francisco Ferreira da Ponte           | PSD     | 5.767   |            | Santana do Acaraú    | Ceará               |
| 22705  | Francisco Saraiva Xavier              | UDN     | 5.264   |            | Brejo Santo          | Ceará               |
| 41698  | Franklin Chaves                       | PSD     | 6.282   |            | Fortaleza            | Ceará               |
| 22893  | Grijalva Ferreira da Costa            | UDN     | 5.073   |            | Ubajara              | Ceará               |
| 22911  | Jeová Costa Lima                      | UDN     | 4.077   |            | Itaiçaba             | Ceará               |
| 22295  | João de Alencar Melo                  | UDN     | 3.923   |            | Fonte Boa            | Amazonas            |
| 41579  | Joaquim de Figueiredo Correia         | PSD     | 5.450   |            | Várzea Alegre        | Ceará               |
| 41912  | Joel Marques                          | PSD     | 5.088   |            | Tauá                 | Ceará               |
| 22854  | José Crispino                         | UDN     | 3.935   |            | Quixadá              | Ceará               |
| 41515  | José Filomeno Ferreira Gomes          | PSD     | 5.141   |            | Acaraú               | Ceará               |
| 14307  | José Firmo de Aguiar                  | PTB     | 2.125   |            | Massapê              | Ceará               |
| 22113  | José Napoleão de Araújo               | UDN     | 4.385   |            | Brejo Santo          | Ceará               |
| 22102  | Liberato Moacyr de Aguiar             | UDN     | 5.168   |            | Fortaleza            | Ceará               |
| 22104  | Manuel de Castro Filho                | UDN     | 6.077   |            | Morada Nova          | Ceará               |
| 22974  | Manuel Gomes Sales                    | UDN     | 5.046   |            | Acaraú               | Ceará               |
| 46783  | Manuel Honorato Cavalcante Filho      | PSP     | 2.953   |            | Morada Nova          | Ceará               |
| 41456  | Manuel Matoso Filho                   | PSD     | 4.525   |            | Apodi                | Rio Grande do Norte |
| 41786  | Mariano Rodrigues Martins             | PSD     | 4.739   |            | Fortaleza            | Ceará               |
| 41465  | Osíris Pontes                         | PSD     | 4.756   |            | Massapê              | Ceará               |
| 22358  | Péricles Gomes de Araújo              | UDN     | 4.690   |            | Iguatu               | Ceará               |
| 20971  | Péricles Moreira da Rocha             | PR      | 3.910   |            | Fortaleza            | Ceará               |
| 22758  | Quintílio de Alencar Teixeira         | UDN     | 3.932   |            | Icó                  | Ceará               |
| 41760  | Raimundo de Queiroz Ferreira          | PSD     | 4.642   |            | Beberibe             | Ceará               |
| 41882  | Raimundo Elísio Frota Aguiar          | PSD     | 6.438   |            | Coreaú               | Ceará               |
| 41398  | Raimundo Gomes da Silva               | PSD     | 6.007   |            | Uruburetama          | Ceará               |
| 46223  | Raimundo Ivan Barroso de Oliveira     | PSP     | 3.592   |            | Fortaleza            | Ceará               |
| 22221  | Raimundo de Moura Fé                  | UDN     | 5.489   |            | Simplício Mendes     | Piauí               |
| 41890  | Raimundo Renato de Almeida Braga      | PSD     | 4.853   |            | Porto Acre           | Acre                |
| 22499  | Randal Pompeu de Sabóia Magalhães     | UDN     | 4.364   |            | São Caetano          | Pernambuco          |
| 41181  | Vicente Férrer Augusto Lima           | PSD     | 4.380   |            | Lavras da Mangabeira | Ceará               |
| 41449  | Wilson Gonçalves                      | PSD     | 4.946   |            | Cajazeiras           | Paraíba             |